# Viszokay Tamás
Viszokay Tamás (Debrecen, 1955. április 13. – 1998.) Zsoldos Péter-díjas magyar sci-fi-író.

## Élete
Jogi egyetemet végzett, majd ügyvédként dolgozott,  a Schlumberger Industries cég magyarországi vállalatainak jogtanácsosa volt. Gyermekei: Ágnes és Vajk. Sokáig Gödöllőn élt.
Önéletrajzában említi, hogy az első sci-fi novelláját 1991-ben írta: A meg nem énekelt hőstett címmel. 1993-ban írt egy 350 oldalas regényt, amit még nem adtak ki. Első megjelenését Juhász Györgynek köszönhette, aki a Solaria Magazin 1995. évi 3. számában közölte Hinta az őrületig című írását. Nyomtatásban először a Cherubion Kiadó által közzétett Ozirisz országa című antológiában jelent meg novellája A gyáva ember, 1996 nyarán. Az X-Magazin sci-fi és szabadidő folyóirat is lehetőséget nyújtott novellái megjelenésre.
1998-ban, három hónappal a halála után A cunami hatásai című művéért neki ítélték – novella kategóriában – az első Zsoldos Péter-díjat.
Az íráson kívül a szabadidejében szívesen sakkozott, és imádta (nézni) a focit.
Hazánk kevés ismert tudományos-fantasztikus írót jegyez. Viszokay Tamás neve eddig talán nem tartozott ehhez a körhöz, sajnos a megismeréshez és a megismertetéshez kevés volt az idő, fiatalon, negyvenhárom évesen hunyt el, azonban írásaival méltán foglal helyet a nagyok között.

Aki valaha is olvasott valamit Viszokay Tamástól, nem feledheti az annyira sajátos, gondolatokkal, érzésekkel átszőtt írásokat. Novellái és kisregényei távoli földrészekre, a múlt ködébe, a jövő homályos helyszíneire, azaz a képzelet csodálatos birodalmába vezetik az olvasót.

Világa rendkívül színes, megismertet minket emberekkel és idegenekkel egyaránt; történetei életbölcsességekről, emberismeretről és az író elmúlt korok iránti nagy tiszteletéről tanúskodnak, miközben egyaránt vidámak és szomorúak, humorosak és véresen komolyak. Írásai nem csupán szórakoztatóak, de kiérezhető belőlük, hogy az író sokat töprengve próbál meg választ adni az élet nagy kérdéseire.

## Novellái
| - Amazonsirató - Az Árpádok rövid életéről - A bezárt isten - Cristobal López Cutinho felkészülése a halálra - A Cunami hatásai (X-Magazin 97/11.) - Csomópont - A doktor és a szultán története (X-Magazin 97/12.) - Elfedett arcok - Az elfelejtett Írás - Ez a háború - A fenevad-szindróma - A fordított nép - A gyáva ember (Ozirisz országa antológia, 1996) - Győzelem - Hinta az őrületig (Csillaghajók antológia) - Hipertér (Menni vagy maradni?) - Hogyan mondott le Reka Pilgrim a szerelemről? (X-Magazin 97/2.) - A hóhér kedvese (X-Magazin 97/8.) - Az idegen világ küldötte - Istenről, és az ő csodáiról - Jacob Costudi halálkiáltása | - Jóból is megárt a sok - Kechwa Juan megtérése (X-Magazin 97/6.) - Kereskedői trükk (X-Magazin 97/5.) - Kezdetben - A Kivételek Elve - A lenézett szakma - Magárnyék (A galaxis császára antológia) - A meg nem énekelt hőstett - A múlt szentélye - Az örök életről (X-Magazin 98/2.) - Pajzs - Piatnik bosszúja - Szégyellendő dolgok - Szent István nagyságáról - Szívek (X magazin 97/7.) - A tehetség nem veszhet el! - Tiszavirág (Az Univerzum örökösei antológia) - Tisztaság fél egészség - A törvény szava - A turbános csel - Ünnepnapok a roncstelepen (X-Magazin 97/7.) - Zombisikoly |